# Jan Leliman
Johannes Hermanus (Jan) Leliman (Amsterdam, 26 juni 1828 – aldaar, 1 december 1910) was een Nederlands architect en voorzitter van de Maatschappij tot Bevordering der Bouwkunst. Hij was een belangrijk vertegenwoordiger van het eclecticisme in Nederland.

## Biografie

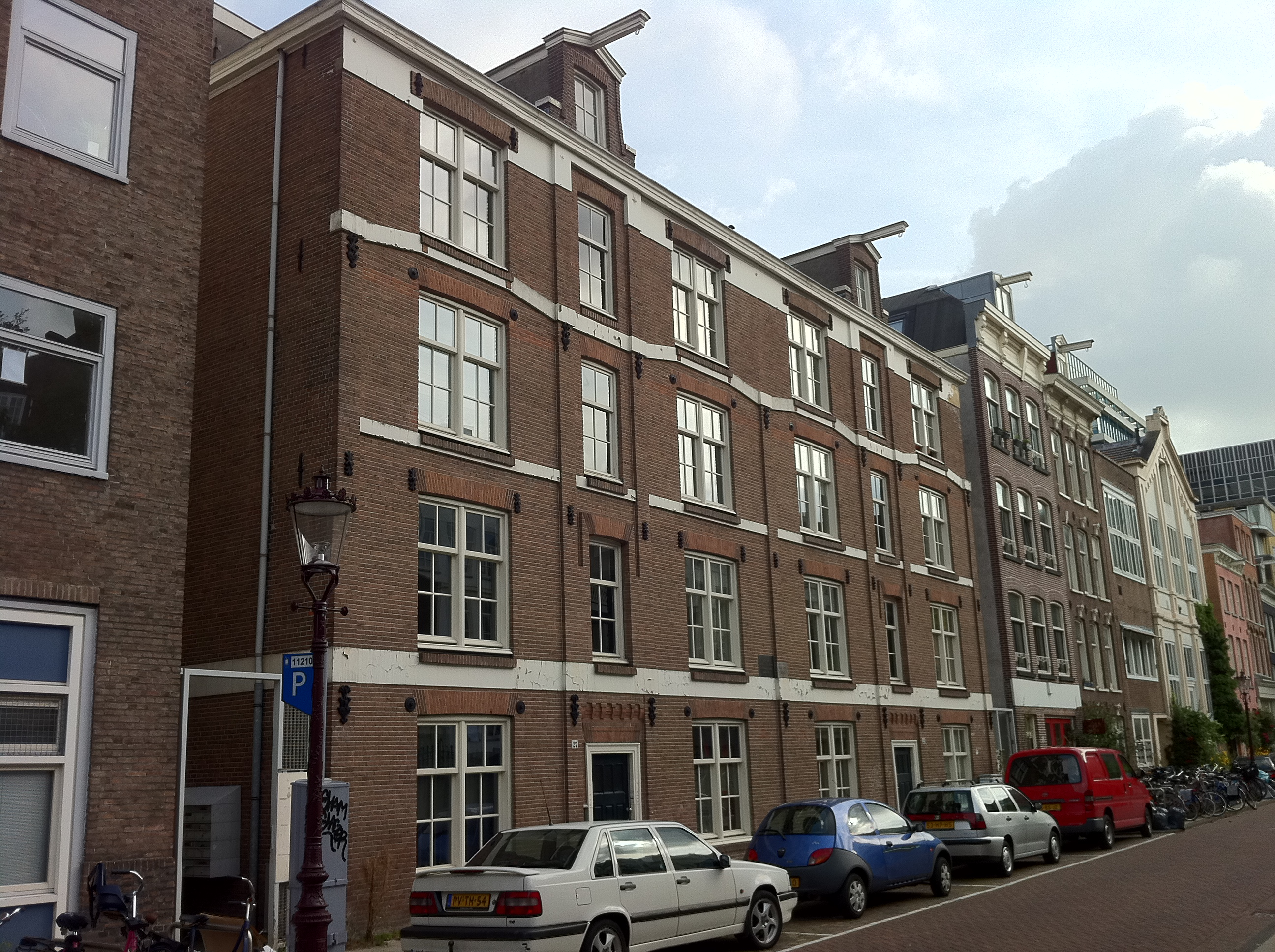
Eerste arbeiderswoningen van Leliman

Leliman was in zijn jonge jaren leerling van architect en ingenieur Johan Frederik Metzelaar in Rotterdam. In 1852 kreeg hij onderricht van Henri Labrouste in Parijs. Gedureende zijn actieve leven was hij haast vaste architect van Woningbouwvereniging Salerno en de Evangelisch Lutherse Gemeente. Hij heeft in zijn leven een belangrijke plaats ingenomen in de Maatschappij tot Bevordering der Bouwkunst. Zo was hij van 1862 tot 1867 secretaris en van 1867 tot 1876 voorzitter. Jan Leliman ligt begraven op de Nieuwe Oosterbegraafplaats te Amsterdam.
Zijn zoon Willem Leliman was eveneens architect. Deze wordt gezien als grondlegger van het Nederlands Architectuurinstituut.

## Enkele werken
- 1847-1847 Zwammerdam: Bewaarschool en woning (eerste opdracht)
- 1854-1855 Amsterdam: Valckenierstraat 23-33, sociale woningen voor de vereniging Salerno.
- 1854-1856 Amsterdam: Rokin 112, Verenigingsgebouw "Maatschappij Arti et Amicitiae", waarvan hij van 1878 tot 1886 penningmeester was en initiatiefnemer
- 1857-1857 Amsterdam: Ziekenhuis Vereeniging voor Ziekenverpleging, Prinsengracht 769
- 1857-1857 Amsterdam: Broodfabriek, Vijzelgracht
- 1861 Almelo: woonhuis met fabriek
- 1866-1867 Veenhuizen: Landhuis Klein-Wateren
- 1871-1873 Amsterdam: Arbeiderswoningen Tweede Jacob van Campenstraat 87-89 (laatste grote opdracht)